# Rastenberg
Rastenberg – miasto w Niemczech, w kraju związkowym Turyngia, w powiecie Sömmerda, wchodzi w skład wspólnoty administracyjnej Kölleda. W 2009 liczyło 2 735 mieszkańców.

## Współpraca
Miejscowości partnerskie:
- Leun, Hesja
- Rastenfeld, Austria